# Соловьёв, Вячеслав Павлович
Вячеслав Павлович Соловьёв (р. 14 октября 1941, с. Тоцкое, Оренбургская область) — советский и украинский учёный-кибернетик, науковед и экономист, заместитель директора по научной работе Института исследований научно-технического потенциала и истории науки им. Г. М. Доброва Национальной академии наук Украины (далее «Институт им. Г. М. Доброва»). Руководитель Центра инноваций и технологического развития. Член Наблюдательного совета общественной организации «Украинская Ассоциация бизнес-инкубаторов и инновационных центров», консультант Комитета по вопросам науки и образования Верховной Рады Украины второго-шестого созывов.

## Образование и профессиональная деятельность
После окончания института работал в Куйбышевском филиале Центрального конструкторского бюро экспериментального машиностроения. В рамках своей работы в КБ занимался расчётом исходных данных для разработки систем управления ракетно-космических комплексов. Участвовал в пусках первых (беспилотных) космических кораблей «Союз» (Космодром «Байконур», 1965—1968 гг.). С 1968 по 1991 год — в Институте кибернетики АН УССР. В 1971 году окончил аспирантуру Института кибернетики по специальности «Биологическая кибернетика». Прошёл путь от аспиранта до заместителя заведующего научным отделом.
Во время работы в Институте кибернетики являлся ответственным исполнителем и научным руководителем НИОКР по разработке вычислительной техники для автоматизации исследований и технологических процессов, а также возглавлял секцию математического обеспечения Совета по автоматизации научных исследований при Президиуме Академии наук УССР. Осуществлял научное руководство созданием систем автоматизации научного эксперимента в Институтах проблем онкологии, проблем прочности, электросварки АН УССР на базе разработанной в Институте кибернетики микроЭВМ М-180.
В 1991 году он возглавил научный отдел Центра исследований научно-технического потенциала и истории науки им. Г. М. Доброва НАН Украины. Он также занял пост заместителя директора Центра. В этом качестве он был научным руководителем ряда исследовательских проектов, заказчиками которых являлись министерство науки и образования, МЧС, министерство экономики и Фонд фундаментальных исследований Украины. Принимал непосредственное участие в подготовке экономико-технологического эксперимента в Бродовском районе Львовской области (Указ Президента Украины № 113/94 от 25.03.1994), в организации «Трускавецкого валеологического инновационного центра», который стал органом хозяйственного управления и развития специальной экономической зоны туристско-рекреационного типа «Курортополис Трускавец» (Закон Украины от 18 марта 1999 года № 514-XIV), а также в подготовке и проведении ряд других экспериментов по развитию инновационной инфраструктуры на территории Украины. Являлся научным руководителем проекта «Анализ отечественных технологий, которые могут быть применены в [Чернобыльской] зоне отчуждения с целью ее эколого-экономической реабилитации», выполненного по заказу Администрации Чернобыльской зоны отчуждения Министерства чрезвычайных ситуаций Украины (1999 г).
Возглавлял межведомственные группы по подготовке проектов закона «О научной и научно-технической экспертизе» (1995) и распоряжения Президента Украины «Вопросы создания технопарков и инновационных структур других типов» (1996). В 1995—1999 годах он входил в Межведомственный координационный совет кабинета министров Украины по вопросам организации и функционирования технопарков и инновационных структур других типов. Являлся членом научно-технического совета Государственного агентства Украины по инвестициям и инновациям.

## Международная работа
В первом десятилетии XXI века Вячеслав Соловьёв регулярно входит в программные комитеты международных конференций, проводимых Институтом имени Г. М. Доброва совместно с другими украинскими и международными организациями, является одним из основных организаторов ежегодной (с 1996 года) международной научно-практический конференции «Проблемы и перспективы экономического развития экономики».

## Публикации
Вячеслав Соловьёв — заместитель главного редактора издаваемого при поддержке Института им. Г. М. Доброва международного научного журнала «Наука и науковедение», член редколлегии научно-практического журнала «Наука, инновации, технологии» член редакционного совета научно-практического журнала «Инновации» (Санкт-Петербург).
Автор более 400 научных работ, в том числе 25 монографий.

## Основные публикации
Вячеслав Соловьёв — заместитель главного редактора издаваемого при поддержке Института им. Г. М. Доброва международного научного журнала «Наука и науковедение», член редколлегии научно-практического журнала «Наука, инновации, технологии» член редакционного совета научно-практического журнала «Инновации» (Санкт-Петербург).
Автор более 400 научных работ, в том числе 25 монографий.

### Монографии
- Амосов Н. М., Палец Б. Л., Агапов Б. Т. Ермакова И. И. Лябах Е. Г., Пацкина С. А., Соловьёв В. П. Теоретическое исследование физиологических систем. Математическое моделирование. — Киев: Наук. думка, 1977. — 246 с.
- Малиновский Б. Н., Боюн В. П., Козлов Л. Г., Соловьёв В. П. Введение в кибернетическую технику. — Киев: Наук. думка, 1979. — 256 с.
- Проблемы формирования организационно-правового механизма инновационного развития экономики / Под ред. Б. А. Малицкого. — К.: ЦИПИН НАНУ, 1996. — 69 с.
- Избранные вопросы современного инновационного менеджмента для малых и средних предприятий / Ред. Р. Мюллер, В. Соловьёв. — К., Дрезден, 1999. — 284 с.
- Инновационная деятельность как системный процесс в конкурентной экономике (Синергетические эффекты инноваций). — К.: Феникс, 2004. — 560 с. — ISBN 966-651-322-6. Архивная копия от 2 декабря 2011 на Wayback Machine
- Конкуренция в условиях инновационной модели развития экономики. — К.: Феникс, 2006. — 165 с. — ISBN 966-651-343-9. Архивная копия от 2 декабря 2011 на Wayback Machine
- Соловйов В. П., Кореняко Г. І., Головатюк В. М. Інноваційній розвиток регіонів: питання теорії та практики. — К.: Фенікс, 2008. — 224 с. — ISBN 978-966-651-707-7.Архивная копия от 2 декабря 2011 на Wayback Machine
- Соловьёв В. П. Инновации в контексте рыночных отношений: ожидания и реальность // Динамика инноваций / Под научной редакцией д.ф.н. В. И. Супруна. — Новосибирск: ФСПИ «Тренды», 2011. — 448 с. (Коллективная монография, с. 174—190).
- Соловьёв В. П. Социальные функции инновационной личности // Инновационный человек и инновационное общество. Под ред. Супруна В. И. (Коллективная монография) — Новосибирск: ФСПИ «Тренды», 2012. — 424 с. (С. 151—161)
- Инновационное развитие регионов Беларуси и Украины на основе кластерной сетевой формы / В. П. Соловьёв и др.; науч. ред.: В. П. Соловьёв, Т. С. Вертинская; Нац. акад. наук Беларуси, Ин-т экономики. — Минск: Беларуская навука, 2015. — 391 с. (монография)